# Aneilema pedunculosum
Aneilema pedunculosum är en himmelsblomsväxtart som beskrevs av Charles Baron Clarke. Aneilema pedunculosum ingår i släktet Aneilema och familjen himmelsblomsväxter. Inga underarter finns listade.